# 日高岩内駅

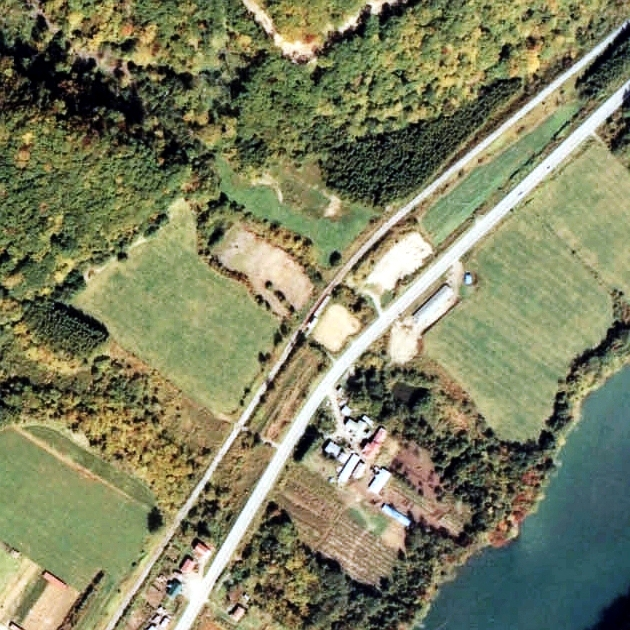
1978年の日高岩内駅と周囲約500m範囲。右上側が日高町方面。駅の両端を小川に挟まれた仮乗降場スタイルの鉄骨コンクリート製の簡易型で、ホーム上鵡川側に開放型の待合所を有していた。右下に沙流川が流れる。

日高岩内駅（ひだかいわないえき）は、北海道（日高支庁）沙流郡日高町字三岩に存在した、日本国有鉄道（国鉄）富内線の駅（廃駅）である。事務管理コードは▲132313。

## 歴史
- 1964年（昭和39年）11月5日 - 国有鉄道富内線振内駅 - 日高町駅間の延伸開通に伴い、開業[1][4]。旅客のみ取り扱い[1]の無人駅[5]。
- 1986年（昭和61年）11月1日 - 富内線の全線廃止に伴い、廃駅となる[2]。

### 駅名の由来
所在地近辺の地名（岩内）より。岩内線岩内駅との区別の為に旧国名の「日高」を冠した。
「岩内」の名称はアイヌ語の「イワナイ（iwa-nay）」（山の・川）に由来すると考えられる。

## 駅構造
廃止時点で、1面1線の単式ホームを有する地上駅であった。ホームは、線路の南側（日高町方面に向かって右手側）に存在した。転轍機を持たない棒線駅となっていた。
開業時からの無人駅で駅舎は無かったが、ホーム西側出入口附近にホームに屋根が掛けられた形の待合所を有していた。

## 利用状況
- 1981年度（昭和56年度）の1日当たりの乗降客数は4人[6]。

## 駅周辺
- 国道237号（日高国道）
- 沙流川[9]
- 日高竜門 - 駅から南に約2km[6]。
- 岩内岳 - 駅の東。標高964m[9]。

## 駅跡
2011年（平成23年）時点では更地になっており雑草に覆われているが、附近の線路跡は切り通し状で残存していた。
また、駅跡の日高町方にある沢にカルバートが残存し、その先にはトンネルの坑口や擁壁、落石防止用フェンスが残存していた。

## 隣の駅
日本国有鉄道
富内線
岩知志駅 - 日高岩内駅 - 日高三岡駅